# Trafikförsäkringsföreningen

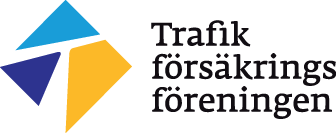
Trafikförsäkringsföreningen (TFF)
Grundades: 1929

Trafikförsäkringsföreningen (TFF) är en samarbetsorganisation för trafikförsäkringsbolag i Sverige. Syftet med verksamheten är att bidra till trygghet i trafiken, både i Sverige och för svenska trafikanter utomlands.
TFF:s huvuduppgifter är att
- ta ut en lagstadgad avgift (trafikförsäkringsavgift) av ägare till oförsäkrade motordrivna fordon
- reglera trafikskador som orsakats av okända, oförsäkrade och utländska motordrivna fordon
- administrera ett kansli till Trafikskadenämnden
- delta i det internationella trafikförsäkringsarbetet (det så kallade gröna kort-samarbetet).

Verksamheten styrs i huvudsak av reglerna i trafikskadelagen och trafikförsäkringsförordningen. Alla försäkringsföretag som har tillstånd att sälja trafikförsäkring i Sverige måste enligt trafikskadelagen vara medlemmar i TFF. Regeringen fastställer TFF:s stadgar och enligt dessa står TFF under Finansinspektionens tillsyn.